# Lúcia Braga
Antônia Lúcia Navarro Braga (João Pessoa, 13 de dezembro de 1934 - João Pessoa, 8 de maio de 2020) foi uma assistente social e política brasileira. Foi a primeira mulher a ser eleita deputada federal pela Paraíba.

## Dados biográficos
Filha de João Navarro Filho e Maria Augusta de Toledo Navarro. Formada em Serviço Social em 1959 pela Universidade Federal da Paraíba e em Direito em 1973 pela Associação de Ensino Unificado do Distrito Federal trabalhou no Serviço Social da Indústria e no Instituto Nacional da Previdência Social (INPS) durante sua estadia em João Pessoa até ser nomeada para uma assessoria na Câmara dos Deputados por indicação de seu marido, Wilson Braga, que após eleger-se governador da Paraíba em 1982 nomeou-a presidente da Fundação Social do Trabalho em João Pessoa.

## Carreira política
Filiada ao PFL foi eleita deputada federal em 1986 e compôs a bancada feminina e participou da Assembleia Nacional Constituinte que elaborou a Constituição de 1988 e naquele mesmo ano transferiu-se para o PDT pelo qual foi reeleita em 1990 votando a favor do impeachment de Fernando Collor em 1992 embora tenha perdido as eleições para o governo da Paraíba em 1994 e para a prefeitura de João Pessoa em 1996 filiando-se nos anos seguintes ao PSB e PSL pelo qual foi eleita deputada estadual em 1998 disputando sua última eleição em 2002 quando foi eleita deputada federal pelo PSD.

## Morte
Lúcia Braga morreu no dia 8 de maio de 2020, em João Pessoa, inicialmente divulgado devido a complicações de uma infecção urinária. Posteriormente, foi confirmado que Lúcia estava com COVID-19, após o teste para a doença ser positivo.